# Agustín Edwards Mac Clure
Agustín Edwards Mac Clure (Santiago, 17 juni 1878 – aldaar, 18 juni 1941) was een Chileens advocaat, bankier, zakenman, diplomaat, politicus en uitgever.

## Loopbaan
Edwards werd geboren in het gezin van de bankiersfamilie Agustín Edwards Ross (1852–1897) en Luisa McClure Ossandón. In de jaren 90 van de 19e eeuw maakte hij een reis door Europa om zich onder meer te vervolmaken in de economie en het bankierswezen. Nadien was hij actief binnen de eigen Banco Edwards, die in 1893 met twee andere sectorgenoten was gefuseerd tot de Banco de Chile.
De Banco Edwards – de eerder genoemde Banco de Valparaíso – was in 1866 opgericht door zijn grootvader Agustín Edwards Ossandón (1815–1878). De familie Edwards had daarnaast belangen in de spoorwegen, telefonie, kranten en de mijnbouw in Chili en was een van de rijkste families in Chili. Het was overgrootvader George Edwards Brown (1780–1848) – het familiehoofd in Chili – die in 1804 de oversteek uit Engeland maakte en de basis legde van het fortuin.
In 1900 was Edwards de stichter van de hoofdstedelijke editie van de rechts conservatieve krant El Mercurio, de krant die zijn vader reeds uitgaf in Valparaíso. Deze laatste werd opgericht in 1827 door Pedro Félix Vicuña, die op heden de oudste Spaanstalige krant ter wereld is.
Van 1900 tot 1910 was hij lid van het Congreso Nacional, waar hij de Partido Nacional vertegenwoordigde. Gedurende die periode was hij o.m. minister van buitenlandse zaken, cultuur, kolonisatie en binnenlandse zaken onder het bestuur van de presidenten Germán Riesco en Pedro Montt. Van 1910 tot 1924 en van 1935 tot 1938 was hij vertegenwoordiger van Chili in Londen.
Edwards was in 1922–1923 voorzitter van de Volkenbond. Hij was tevens de uitvoerder van het testament van zakenman en filantroop Federico Santa María, wiens fortuin ging naar een stichting en diende voor de oprichting van de huidige Federico Santa María Technical University in Valparaíso.